# Enroulement de transformateur

Disposition classique des enroulements autour du noyau magnétique d'un transformateur triphasé

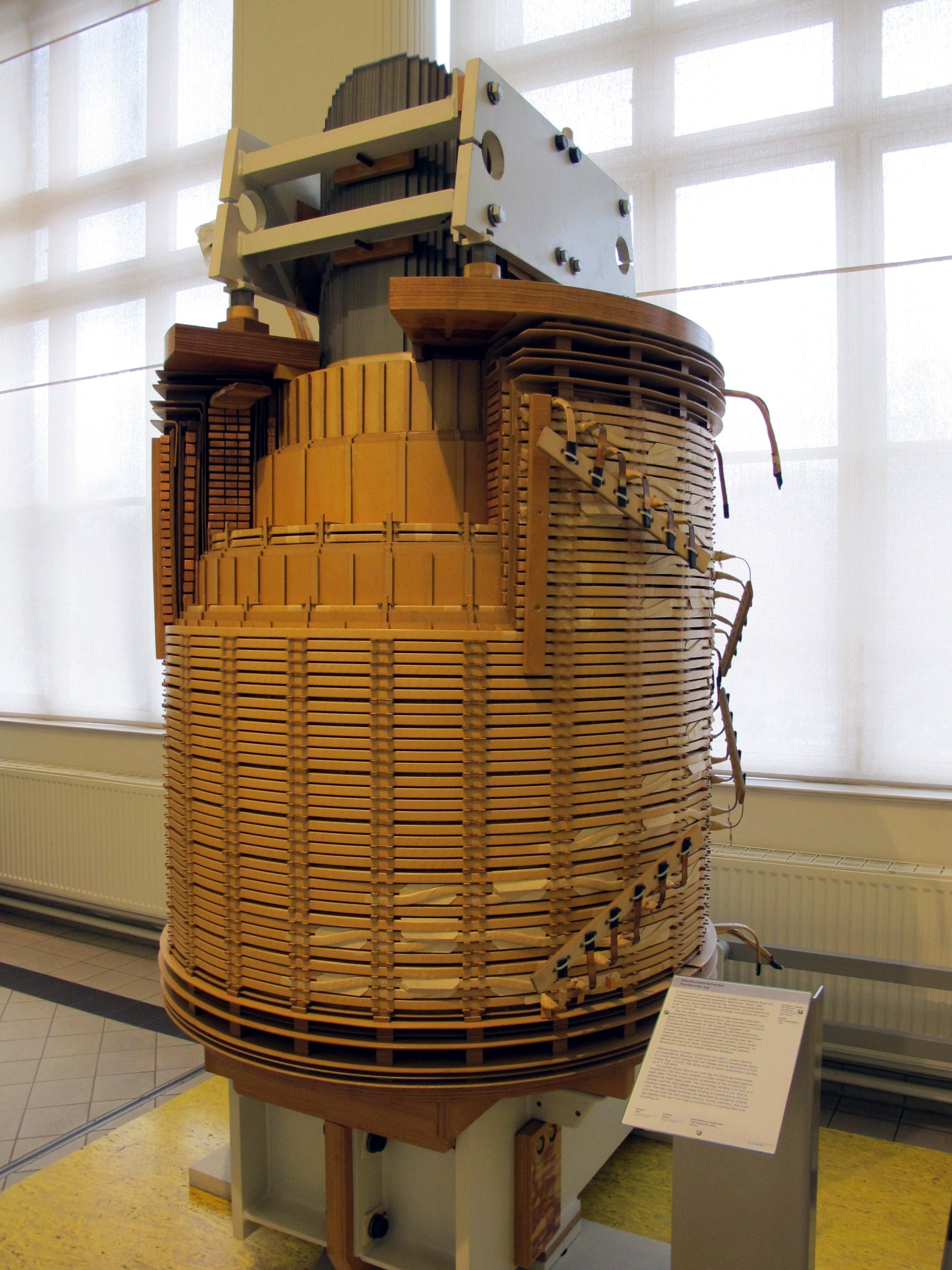
Les trois enroulements (primaire, secondaire, tertiaire) d'un transformateur découpés pour mieux en voir la constitution

Un enroulement de transformateur est l'« ensemble des spires formant un circuit associé à l'une des tensions pour lesquelles le transformateur a été établi ». En d'autre terme il s'agit d'une bobine électrique placée autour du noyau magnétique d'un transformateur.
Leur niveau de tension détermine leur nom et leur disposition. Les contraintes mécaniques, thermiques et les surtensions qu'ils doivent être capables de supporter influencent fortement leur conception. Les enroulements sont par définition un ensemble de spires, elles-mêmes constituées de conducteurs. Les spires doivent être isolées diélectriquement entre elles. Les conducteurs, quant à eux, doivent avoir une bonne conductivité électrique et être suffisamment rigides pour répondre aux contraintes mécaniques. La configuration des conducteurs influence le comportement de l'enroulement en cas de surtension. Une mauvaise conception des enroulements sur le plan mécanique peut entraîner leur déformation au cours du temps.
Les enroulements de réglages, combinés aux changeurs de prise, permettent de faire varier le rapport de transformation des transformateurs. Leur conception est différente de celle des autres enroulements.
Les enroulements sont connectés entre eux de différentes façons, on parle de couplage. Chacun a des avantages et des inconvénients qui déterminent leur usage.

## Désignation
Traditionnellement, l'enroulement qui reçoit la puissance active de la source d'alimentation en service est appelé « enroulement primaire » et celui qui délivre la puissance active à la charge « enroulement secondaire ». Ces termes ne permettent pas de savoir quel enroulement a la tension assignée la plus élevée et il est donc préférable de ne pas les utiliser sauf dans le contexte de la direction du flux de puissance active. Un autre enroulement du transformateur, ayant habituellement une puissance assignée inférieure à celle de l'enroulement secondaire, est alors souvent appelé « enroulement tertiaire ». Pour plus de clarté il convient d'employer les termes enroulements haute tension (HT en français, HV en anglais), moyenne tension (MT) et basse tension (BT, LV) qui ne prêtent pas à confusion, étant classés en fonction de leur niveau de tension.
Un enroulement supplémentaire est placé dans les transformateurs munis d'un changeur de prises, il est appelé enroulement de réglage.

## Principe
Le rapport du nombre de spires entre primaire, secondaire et tertiaire détermine le rapport de conversion des tensions et des courants (cf Principe).

## Disposition
Les bobines (primaire, secondaire, tertiaire) sont enroulées de manière coaxiale autour des colonnes bobinées du noyau magnétique (voir illustration).
La principale contrainte à prendre en compte lors de la conception d'un enroulement est sa résistance au courant de court-circuit, il faut qu'il puisse évacuer la chaleur et ne casse pas sous l'effet de la contrainte mécanique. Les contraintes mécaniques croissant avec le nombre de spires, et décroissant avec le diamètre de celles-ci, on place le secondaire proche du noyau et le primaire à son extérieur afin de garder ces contraintes dans un domaine acceptable. Cette disposition limite également la demande d'isolation entre bobine et noyau magnétique, le secondaire ayant une tension inférieure au primaire. De plus, dans le cas où le transformateur possède un enroulement de réglage, celui-ci est connecté en général au primaire, cela présente de nombreux avantages : connexion plus facile, courant plus faible et pilotage à flux constant possible,.

## Contraintes s’appliquant aux enroulements

### Contraintes mécaniques

Contraintes mécaniques sur les enroulements du transformateur

Le courant circulant dans les bobines, combiné aux champs magnétiques de fuite qu'elles génèrent induisent des forces de Laplace sur les enroulements. Ces forces sont proportionnelles au carré de l'intensité parcourant les enroulements. Elles sont à la fois radiales, elles écartent les enroulements les uns des autres, et axiales, elles compressent les enroulements (voir figure).
Lors d'un événement de type court-circuit, le courant devient particulièrement élevé, de 8 à 10 fois le courant nominal pour les gros transformateurs, plus pour les petits. Le courant à prendre en compte dans ce cas pour les calculs mécaniques est la valeur maximale du courant de court-circuit, sa valeur crête, correspondant au courant asymétrique,. Il induit une grande contrainte mécanique sur les enroulements. Cela doit être pris en considération lors de leurs dimensionnements. Les courants d'enclenchement qui apparaissent lors de la connexion d'un transformateur au réseau ont des effets similaires dans des proportions moindres, cependant leur répétition les rend non négligeables.

### Contraintes thermiques
Lors des courts-circuits en particulier, les contraintes sur les enroulements ne sont pas seulement mécaniques mais également thermiques. La valeur importante du courant circulant dans ce cas dans les enroulements conduit à un fort échauffement par effet Joule. La constante de temps thermique d'un enroulement étant largement supérieure aux quelques secondes que durent un court-circuit, on peut considérer que les enroulements n'ont pas le temps de se refroidir, d'évacuer la chaleur apportée. Si la chaleur induite par le court-circuit conduit à un échauffement trop important de l'enroulement celui-ci peut fondre.
Pour ces raisons, les normes prévoient le calcul du courant thermique maximum que peut tolérer un transformateur. Il correspond au courant symétrique. La valeur importante dans le calcul de cette tolérance thermique est le produit {\displaystyle I_{scc}^{2}\cdot t}, avec t la durée estimée du court-circuit. La norme CEI prévoit une durée standardisée de 2 secondes. Cette chaleur ne doit pas provoquer le dépassement de la température maximale autorisée pour les conducteurs qui est supérieure pour le cuivre à celle de l'aluminium ; dans le cas où l'enroulement est immergé dans l'huile, ces températures sont respectivement de 250 et 200 °C.

### Surtension

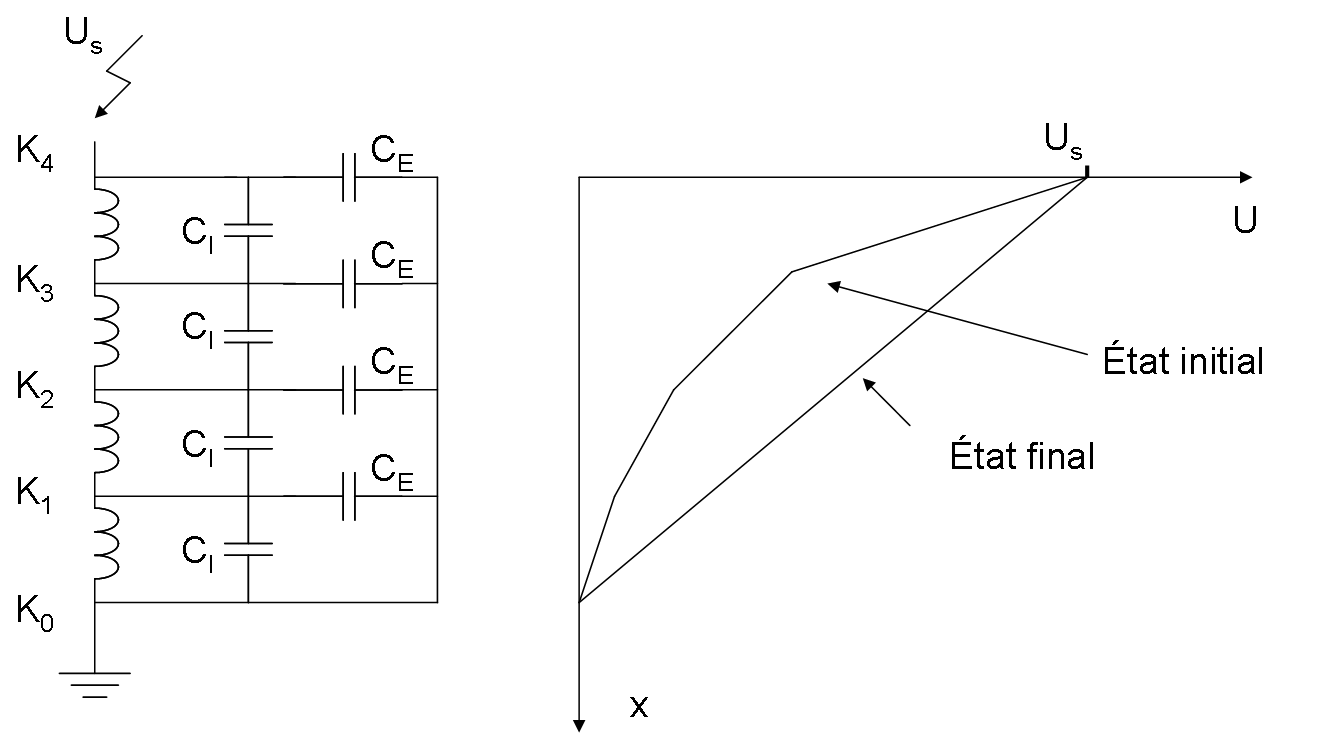
Schéma équivalent d'un transformateur en état transitoire et répartition de la tension dans les enroulements

La foudre tombant sur les lignes ou d'autres événements comme l'ouverture ou la fermeture de disjoncteurs dans le réseau peuvent causer des surtensions aux bornes des enroulements du transformateur. Dans ce cas une modélisation du transformateur uniquement inductive, dans laquelle la tension est également répartie dans l'ensemble de l'enroulement, n'est plus possible, il est nécessaire de prendre en compte les capacités parasites qui existent entre les enroulements avec, d'une part, la terre ({\displaystyle C_{E}} ici), et de l'autre le conducteur ({\displaystyle C_{L}} ici).
Si ces capacités sont du même ordre de grandeur on obtient une répartition de tension non régulière au moment de la surtension : la tension aux bornes des éléments proches de la ligne est beaucoup plus élevée que celle des éléments proches de la terre. Cela contraint fortement les enroulements proches du conducteur,.
Pour limiter l'impact de ces surtensions, des parafoudres sont systématiquement placés sur les lignes menant aux transformateurs, ils permettent d'abaisser la valeur maximale de la tension apparaissant aux bornes des bobines.
La technique de bobinage a également une importance déterminante dans le comportement capacitif de ceux-ci. Diverses méthodes existent pour faire augmenter la capacité en série,,.

## Construction

### Conducteurs
Les enroulements sont constitués de spires, elles-mêmes constituées de conducteurs. Ils sont quasiment toujours réalisés en cuivre, bien qu'on trouve également de l'aluminium pour des raisons de coût dans les transformateurs de faible puissance. Ces matériaux sont en effet d'excellents conducteurs électriques ce qui limite les pertes cuivres. Par ailleurs, afin d'améliorer la résistance mécanique des enroulements, un alliage cuivre-argent peut être utilisé pour les réaliser. Sa conductivité est très proche de celle du cuivre pur. Cependant, sa plus grande rigidité rend le pliage des conducteurs, par exemple lors des transpositions, et donc la fabrication de l'enroulement plus difficile.
La section de la bobine dépend du courant la traversant et détermine sa forme : jusqu'à 5 mm2 la section est ronde, au-delà rectangulaire avec un rapport 2:1. Lorsque le courant devient conséquent il devient nécessaire d'utiliser plusieurs conducteurs branchés en parallèle pour former le câble. Il est alors nécessaire de s'assurer que les branches parallèles aient bien le même comportement électrique en les transposant régulièrement. Une solution technique est par exemple le câblage Röbel (voir liens externes pour illustration). On parle également de « continously transposed cable » (CTC), soit « câble continuellement transposé ». Cette technologie permet également une meilleure utilisation de l'espace et une réduction des courants de Foucault dans les enroulements. Il pourrait être tentant d'augmenter le diamètre des conducteurs pour réduire les pertes cuivres, cependant l'augmentation des pertes par courants de Foucault excèdent généralement le gain ainsi réalisé.
Les conducteurs sont isolés diélectriquement les uns des autres par un vernis. Les tours sont quant à eux enroulés dans un isolant qui dépend de la tension entre les tours. Si celle-ci est faible, l'isolation est faible, par exemple du papier perforé, bande de polyester, et l'évacuation de la chaleur est privilégiée. On parle d'isolation sans papier. Au contraire quand elle est élevée, les tours sont embobinés dans un complément de papier. Cette isolation contient au départ une grande quantité d'humidité, ce qui est nuisible à ses propriétés diélectriques et à celle du transformateur en général. Afin de l'évacuer, les enroulements sont mis au four pendant une longue durée. De l'huile vient combler l'espace laissé par l'eau, afin d'éviter que les bobines ne redeviennent humides dès la sortie du four. On parle d'imprégnation. Si l'imprégnation n'est pas de qualité, des bulles peuvent apparaître en surface de l'enroulement quand il est mis sous tension, ce qui peut entraîner un défaut électrique.
Toujours afin d'améliorer la résistance mécanique des enroulements, les conducteurs peuvent être couverts d'époxy. Celui-ci est relativement malléable lors de la fabrication, mais durcit lors du passage au four, ce qui donne sa résistance définitive à l'enroulement.

### Entretoises

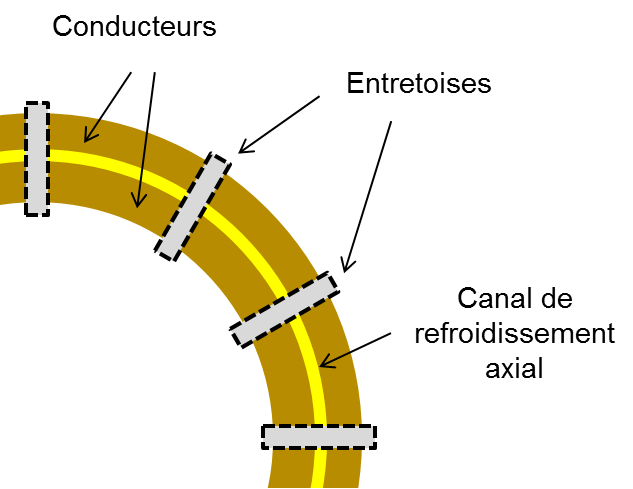
Canaux de refroidissement axiaux

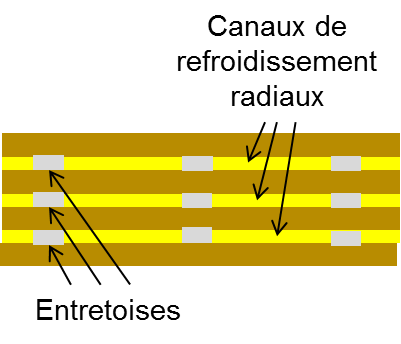
Canaux de refroidissement radiaux

Les spires doivent être isolées diélectriquement entre elles. Elles doivent également être refroidies. Des entretoises, réalisées en matériau isolant, sont donc placées entre elles pour assurer la distance nécessaire et afin de créer un espace pour le passage de l'huile. Elles doivent être bien alignées pour garantir une bonne résistance mécanique axiale de l'enroulement.

### Méthodes pour augmenter la résistance mécanique
Pour réduire la force de court-circuit on peut diviser les enroulements primaires et secondaires en parts égales et les alterner : au lieu d'avoir Noyau-Secondaire-Primaire, on a Noyau-Secondaire1-Primaire1-Secondaire2-Primaire2. Cette solution est mise en pratique dans les transformateurs cuirassés. Toutefois la solution à une bobine par enroulement reste moins chère et a un meilleur rendement.
Une bonne symétrie du transformateur est également déterminante dans le calcul des contraintes mécaniques, un décalage même faible entre les enroulements cause une forte augmentation des contraintes mécaniques.
Afin d'améliorer la résistance mécanique des enroulements, ceux-ci sont compressés après leur montage sur le circuit magnétique. Cela augmente leur fréquence naturelle.

### Refroidissement
Les pertes des enroulements, principalement par effet Joule, mais également par courant de Foucault, oblige à les refroidir. L'évacuation de la chaleur par conduction, convection et radiation. Idéalement l'huile doit être en mouvement par rapport à tous les conducteurs afin que la chaleur soit transmise par convection depuis ces derniers vers les premiers.
Le refroidissement peut être à circulation naturelle, forcée ou dirigée. Dans le premier cas seul l'effet thermosiphon est utilisé : l'huile est chauffée par les conducteurs, elle monte donc naturellement créant un cycle. Dans le second cas, des pompes mettent l'huile en mouvement. Dans ce cas toutefois, les canaux radiaux sont peu utilisés par rapport à ceux axiaux. Les conducteurs ne sont pas uniformément refroidis. Dans le dernier cas, des chicanes sont installées, afin de forcer l'huile à emprunter les canaux radiaux.

Refroidissement forcé (OF), les conducteurs sont peu refroidis en leur centre
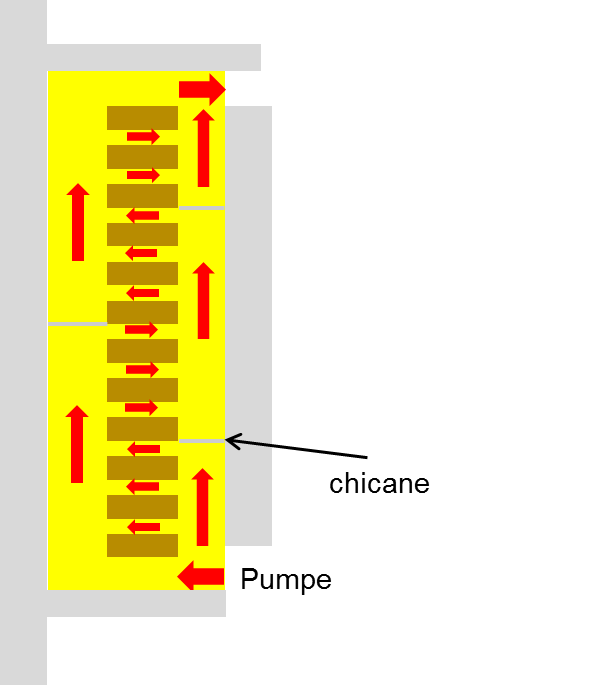
Refroidissement dirigé (OD), les chicanes dirigent l'huile dans les canaux radiaux ce qui refroidit de manière plus uniforme les conducteurs

### Méthodes d'enroulement

#### Pour les transformateurs de distribution
Pour les transformateurs de distribution dans lesquels à la fois la tension par tour et le courant sont relativement bas, notamment au secondaire, un enroulement feuilleté (foil winding) peut être utilisé. Une feuille de cuivre ou d'aluminium est alors enroulée autour du noyau en alternance avec une feuille d'isolant.
Cette méthode d'enroulement a l'avantage d'être économique, et de permettre la réalisation d'un transformateur disposant d'un bon équilibre électromagnétique. La répartition du courant dans la feuille rend les forces induites par un court-circuit relativement faibles. Au niveau des défauts, la longueur axiale des feuilles a tendance à emprisonner l'humidité et à ne pas permettre une évacuation optimale de la chaleur,.
Toujours pour les transformateurs de distribution, mais pour une tension plus élevée, typiquement pour son primaire, il faut utiliser des câbles ronds de faibles sections arrangés par couche (layer winding).

L'enroulement feuilleté est très utilisé pour les secondaires des transformateurs de distribution
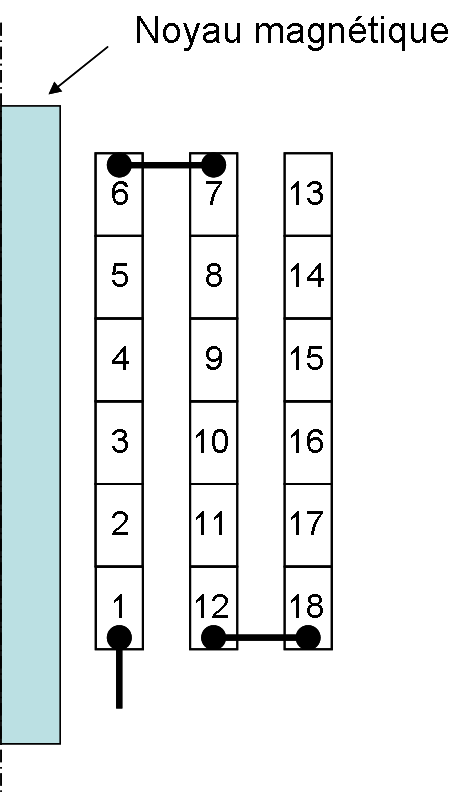
L'enroulement par couche

#### Pour les transformateurs de puissance
Pour des transformateurs de puissance ayant un fort courant traversant mais une tension relativement faible, en moyenne tension typiquement, un enroulement par couche (layer winding) peut être envisagé.
Au niveau des avantages, il possède un bon comportement capacitif.
Pour les transformateurs de plus haut voltage cette option n'est pas optimale, la tension entre les spires aux extrémités de l'enroulement étant particulièrement élevée (entre 1 et 12 sur le schéma).
De ce fait, ce type d'enroulement demande une grande quantité d'isolant et est relativement cher,.
Quand la tension devient très élevée, la solution la plus simple est celle appelée bobinage en disque (disc winding en anglais), qui consiste à enrouler depuis le centre vers l'extérieur un unique conducteur sur un même plan, une fois arrivé à l'extérieur de descendre d'un cran et d'enrouler sur le même plan de l'extérieur vers le centre puis de redescendre d'un cran et ainsi de suite (voir schéma). À cause de son comportement capacitif créant une forte surtension proche de la bobine en cas de choc de foudre (voir Surtension) d'autres méthodes plus complexes ont été développées.
Une des plus répandues est le bobinage alterné (interleaved winding), il consiste à ne plus enrouler plan par plan mais sur plusieurs plans simultanément en montant et descendant successivement (voir schéma). Son comportement capacitif est meilleur. Le défaut de ce type de bobinage est que tous les conducteurs adjacents ne sont pas à la même tension : sur le schéma le 1er tour touche le 11e, cela contraint fortement l'isolation inter-spires qui doit donc être soignée. Une solution alternative pour améliorer le comportement capacitif consiste à introduire un conducteur, appelé « de protection » (shield winding), non traversé par le courant, reliant diverses parties de l'enroulement entre elles. Cela permet de combiner les avantages des 2 précédents montages,.

Vue en coupe d'un bobinage en disque, l'axe de révolution est à gauche
Bobinage alterné
Bobinage avec conducteur de protection

### Déformations engendrées par les contraintes mécaniques
Si les enroulements ne sont pas assez résistants mécaniquement, ils se déforment lors de court-circuit ou de courant d'enclenchement. Selon qu'elles soient dues aux forces axiales ou radicales ces déformations peuvent être de plusieurs types. Soit les conducteurs deviennent inclinés soit ils se plient. Pour l'inclinaison, les conducteurs ne sont plus verticaux, mais penchés alternativement vers l'intérieur ou vers l'extérieur de l'enroulement. Dans le cas du pliage, les conducteurs semblent tomber entre les entretoises, semble vouloir devenir plus large,. Il faut noter qu'un défaut mécanique n'entraîne pas automatiquement un défaut électrique.

Inclinaison des conducteurs en cas de forte force axiale
Déformation des conducteurs en cas de forte force axiale
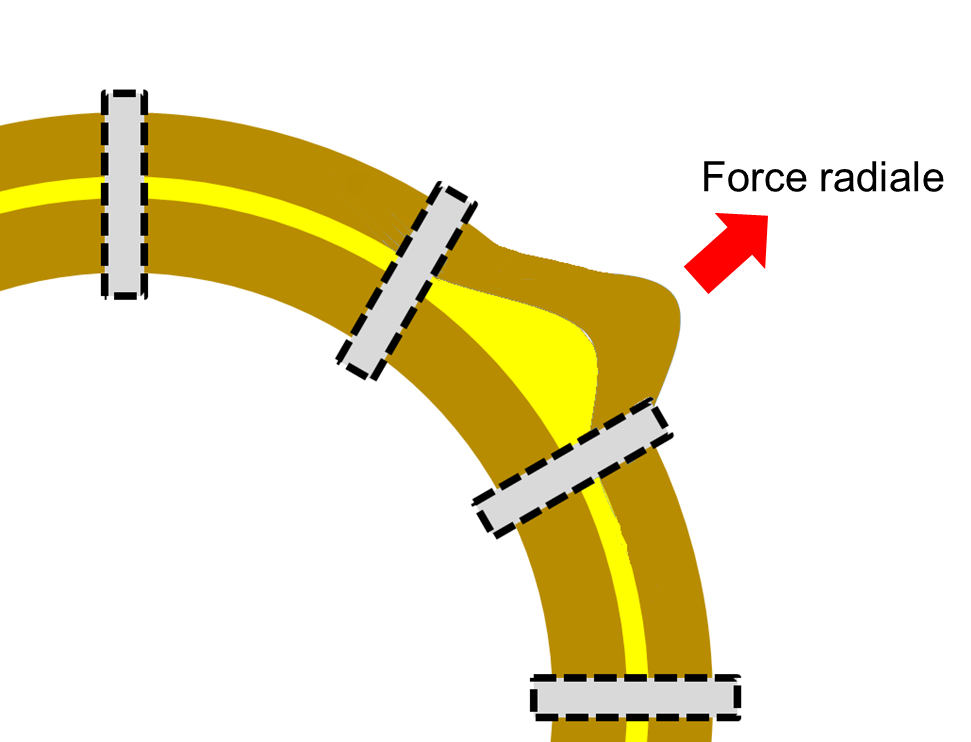
Déformation des conducteurs en cas de forte force radiale

## Enroulement de réglage

### Principe
Physiquement, un changeur de prises permet de modifier l'inductance de l'enroulement primaire ou secondaire d'un transformateur de puissance. Pour ce faire un enroulement supplémentaire appelé enroulement de réglage (tapping winding en anglais) est intégré au transformateur, il est connecté en série à l'un de ces enroulements. Il est subdivisé en petites sections d'un nombre de spires régulier qu'on peut brancher séparément, on dit que l'on branche telle ou telle « prise ».

### Disposition

Enroulement de réglage avec isolation non uniforme et enroulement à disque

Enroulements de réglage en hélice, ici avec 4 prises

Pour économiser de l'isolant, et ainsi réduire la taille et les coûts du transformateur, l'enroulement de réglage est intégré directement à l'un des deux autres enroulements quand cela est possible. Il est nettement séparé dans les transformateurs de grande puissance.
La majorité des transformateurs ont leur enroulement de réglage connecté au primaire. En effet la puissance provient en général du primaire et est transportée vers le secondaire (à l'exception notable des transformateurs accolés à des générateurs), la tension appliquée se trouve au primaire. En faisant varier l'inductance de l'enroulement primaire on peut maintenir constante la tension par spires dans l'enroulement, et ce faisant la densité de flux magnétique également constante. Sachant qu'un transformateur de puissance cherche à travailler avec une densité de flux maximale sans monter en saturation, l'utilisation de l'enroulement primaire permet d'exploiter le transformateur au plus proche de sa limite sans prendre le risque de la saturation. Par ailleurs, le courant traversant l'enroulement primaire est plus faible que celui traversant le secondaire, cela permet de diminuer le diamètre de la bobine utilisée.
Quand l'isolation est non uniforme et que l'enroulement de réglage est réalisé en disques celui-ci est divisé en deux parties. Selon que l'enroulement principal est connecté au centre ou à l'extrémité des enroulement de réglage, le sens du courant diffère, l'inductance est ajoutée ou soustraite. Cela explique que ces bornes soient notées (+) et (-). Pour des questions d'équilibre des forces en cas de court-circuit, il est important que l'enroulement de réglage soit disposé symétriquement par rapport au plan de symétrie horizontal. Les parties hautes et basses de l'enroulement de réglage sont donc connectées ensemble et reliées à la terre au travers du sélecteur. Celui-ci va déterminer la prise utilisée.

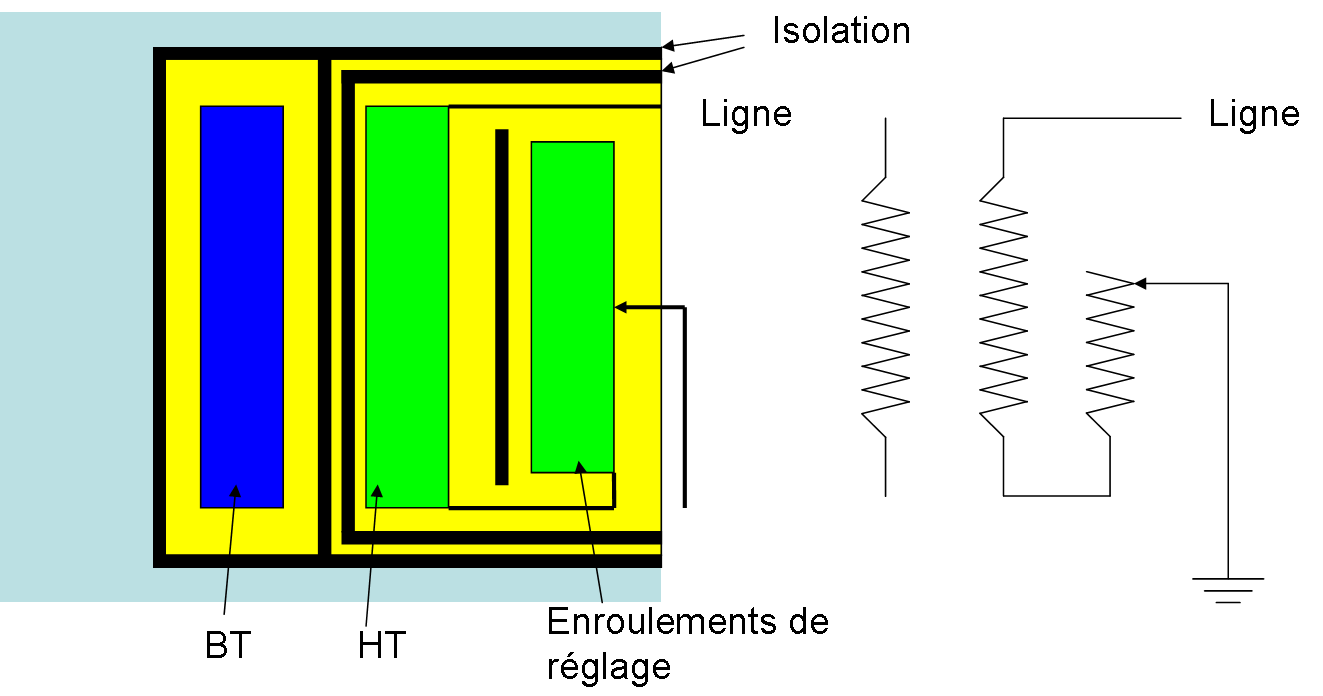
Représentation d'un enroulement de réglage dans le cas d'une isolation uniforme avec schéma équivalent
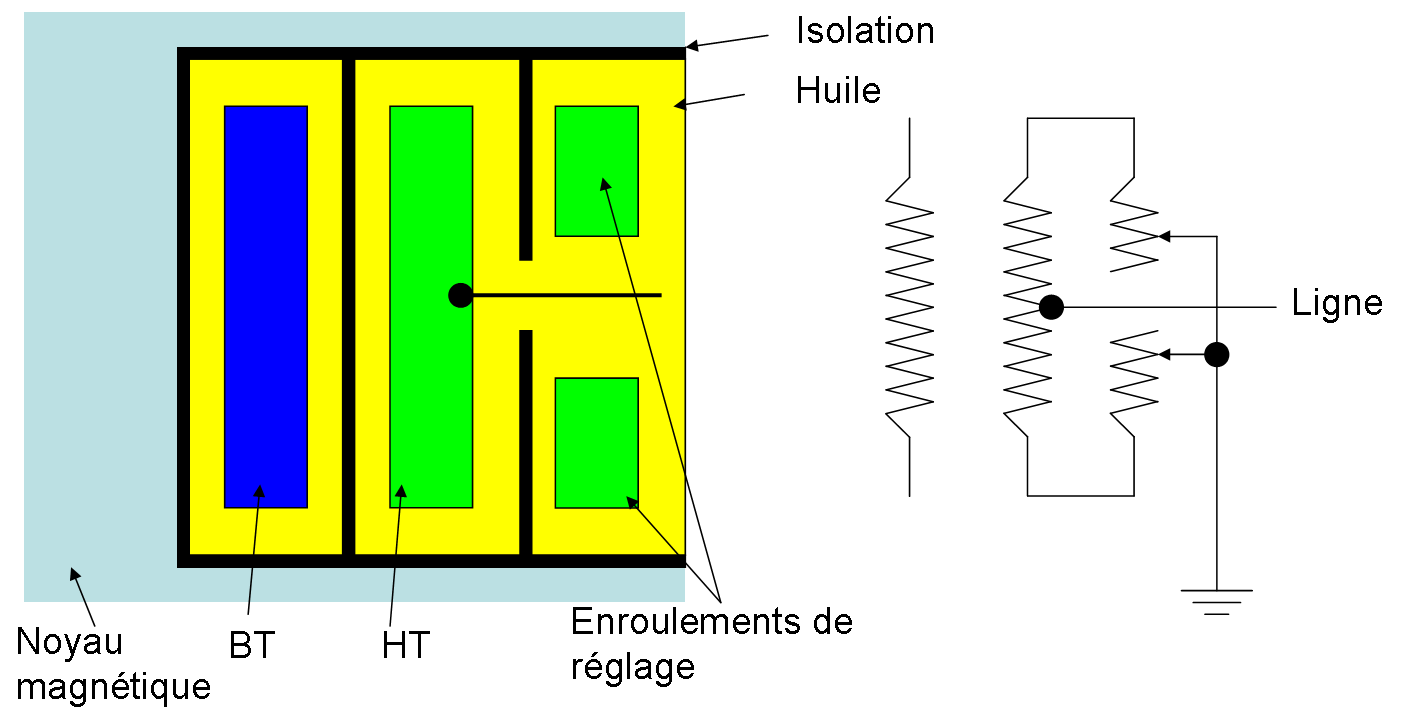
Représentation d'un enroulement de réglage dans le cas d'une isolation non uniforme avec schéma équivalent

Des enroulements en hélice peuvent être également utilisés. Un de leurs avantages est que la symétrie de la bobine est assurée, ils sont également faciles à fabriquer. Par contre, ils sont mécaniquement peu résistants.

## Couplage
Pour un transformateur triphasé, les enroulements peuvent être connectés de trois manières différentes :
- En étoile, représenté par la lettre Y ;
- En triangle, représenté par la lettre D ou {\displaystyle \delta } ;
- En zigzag, représenté par la lettre Z.

Le couplage en étoile au primaire et au secondaire (Yy) est utilisé surtout pour les transformateurs de très haute tension, car il permet de réduire la tension aux bornes des enroulements d'un facteur {\displaystyle {\sqrt {3}}} et donc de réduire d'autant l'isolant.
Le couplage en étoile au primaire et en triangle au secondaire (Yd) est utilisé pour connecter des générateurs de centrales électriques et des machines industrielles. Le courant traversant les bobines est réduit d'un facteur {\displaystyle {\sqrt {3}}}, ce qui est intéressant dans ces applications où le courant est particulièrement fort. Côté réseau, pour les mêmes raisons que précédemment, il est préférable de privilégier l'économie d'isolant,.
Dans les réseaux de distribution électrique un couplage étoile au primaire et zigzag au secondaire (Yz) est courant, car le couplage zigzag permet de réduire le déséquilibre de tension entre phases. Les particuliers étant connectés en monophasé, la charge n'est pas toujours bien répartie entre les phases et il est utile de lutter contre le phénomène.
Le couplage a également un rôle déterminant dans la détermination de l'impédance homopolaire du transformateur.

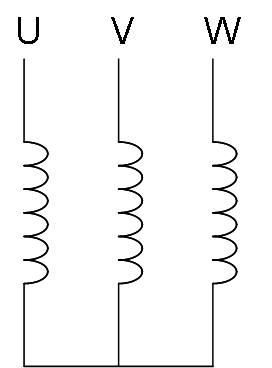
Schéma de la connexion étoile
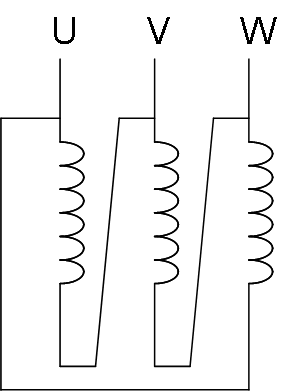
Schéma de la connexion triangle

## Traductions
1. ↑  « spacer »
2. ↑  « clamp »
3. ↑  « tilting »
4. ↑  « Buckling » ou « bending »